# 효 (시호)
효(孝)는 시호에 쓰이는 글자다. 《일주서》 〈시법해〉에는 오종안지(五宗安之), 자혜애친(慈惠愛親), 협시조향(協時肇享)을 일컫는다고 한다.
양한의 황제는 전한 고제, 후한 광무제를 제외한 모든 황제의 시호에 '효'가 들어가며, 통상적으로는 효를 빼고 일컫는다(예: 전한 효혜황제 → 혜제, 후한 효장황제 → 장제). 흉노는 한나라에 굴종한 후 한나라에서 황제의 시호에 항상 효를 넣는 법을 받아들여 선우의 칭호에 흉노 말로 효를 뜻하는 약제(若鞮)를 넣었다.

## 효황제
- 후조 효제 (추숭)
- 유송 효제 (추숭)
- 조선 효황제 순종

## 효왕
- 연 효왕
- 주 효왕
- 전한 대 효왕 유참
- 전한 양 효왕 유무
- 전한 제 효왕 유장려
- 전한 노 효왕 유경기
- 전한 하간 효왕 유경
- 전한 진정 효왕 유유
- 전한 성양 효왕 유경
- 전한 초 효왕 유오
- 전한 장사 효왕 유종
- 전한 광릉 효왕 유패

## 효공
- 기 효공
- 노 효공
- 등 효공
- 연 효공
- 제 효공
- 진 효공 (陳, 晉, 秦)
- 허 효공

## 효후
- 진 효후
- 후한 안성 효후 유사

## 효백
- 맹효백
- 위 효백
- 조 효백

## 효남
- 허 효남